# Acacia obtusata
Acacia obtusata é uma espécie de leguminosa do gênero Acacia, pertencente à família Fabaceae.